# Callas Forever
Callas Forever (prt: Callas - A Diva; bra: Callas Forever) é um filme franco-hispano-britano-romeno-italiano de 2002, do gênero drama biográfico-musical, dirigido por Franco Zeffirelli, com roteiro de Martin Sherman e do próprio diretor baseado na vida da cantora lírica Maria Callas.

## Elenco
- Fanny Ardant .... Maria Callas
- Jeremy Irons .... Larry Kelly
- Joan Plowright .... Sarah Keller
- Jay Rodan .... Michael
- Gabriel Garko .... Marco
- Manuel de Blas .... Esteban Gomez
- Justino Díaz .... Scarpia
- Jean Dalric .... Gérard
- Stephen Billington .... Brendan
- Anna Lelio .... Bruna
- Alessandro Bertolucci .... Marcello
- Olivier Galfione .... Thierry
- Roberto Sanchez .... Escamillo
- Achille Brugnini .... Ferruccio

## Prêmios
Prêmio Goya
- Indicado na categoria de Melhor Figurino[carece de fontes?]